# Alexej Jekimov
Alexej Ivanovič Jekimov (rusky: Алексей Иванович Екимов; * 28. února 1945, Petrohrad) je ruský fyzik pevných látek a průkopník ve výzkumu nanomateriálů. V roce 1982, kdy pracoval ve Vavilově státním optickém ústavu, objevil polovodičové nanokrystaly známé jako kvantové tečky. V roce 2023 mu byla za tento objev udělena Nobelova cena za chemii.

## Život

### Mládí a vzdělání
Jekimov se narodil v Sovětském svazu. V roce 1967 promoval na Fyzikální fakultě Leningradské státní univerzity. Poté získal v roce 1947 doktorát z fyziky na Ioffeho institutu Ruské akademie věd. 

### Výzkum a kariéra
Po promoci začal pracovat ve Vavilově státním optické ústavu. Studoval polovodičově aktivovaná skla.
V roce 1981 Jekimov spolu s Alexejem A. Onuščenkem informoval o objevu efektů kvantové velikosti v nanokrystalech chloridu měďnatého ve skle. Tento jev byl dále zkoumán v následné práci s Alexejem L. Efrosem.
Od roku 1999 žije a pracuje ve Spojených státech amerických jako vědec pro společnost Nanocrystals Technology se sídlem ve státě New York.

## Vyznamenání a ocenění
V roce 1975 získal státní cenu SSSR za vědu a inženýrství za práci na orientaci elektronového spinu v polovodičích. Spolu s Alexandrem Efrosem a Louisem E. Brusem získal v roce 2006 cenu R. W. Wooda od Optické společnosti Ameriky za „objev nanokrystalických kvantových teček a průkopnické studie jejich elektronických a optických vlastností“.
Jekimov, Brus a Moungi Bawendi v roce 2023 obdrželi Nobelovu cenu za chemii „za objev a syntézu kvantových teček“.